# Districten van China
Een district in Volksrepubliek China is gelijk aan een arrondissement, maar heeft veel meer inwoners, het gebied is minder plattelands en is meer geïndustrialiseerd. Een district in Volksrepubliek China staat onder een prefectuur(stad) en (stads)provincie. Het belangrijkste verschil tussen district in Volksrepubliek China en andere dingen op arrondissementniveau, zijn dat de districten in Volksrepubliek China onderverdeeld zijn in subdistricten, maar soms ook in gemeentes en grote gemeentes.